# نصف‌النهار ۳۵ درجه غربی
نصف‌النهار ۳۵ درجه غربی سی امین نصف‌النهار غربی از گرینویچ است که از لحاظ زمانی ۲ساعت و ۲۰ دقیقه با گرینویچ اختلاف زمانی دارد.
این نصف‌النهار از قطب شمال شروع و از مناطق زیر گذشته و به قطب جنوب ختم می‌شود.
- گرینلند
- اقیانوس اطلس